# Marsa
|  | No s'ha de confondre amb la Marsa. |

Marsa és una ciutat de la regió del sud-est de Malta, amb una població de 4.401 persones al març de 2014. El nom Marsa significa "el port".

## Història
Marsa es troba a la riera Marsa, una massa d'aigua formada pel flux d'aigua dels wadis en un terreny alt prop del mar. El rierol inclou el Grand Harbour on es basa la ciutat. Un port va ser establert per primera vegada a Marsa pels Fenicis. S'han trobat restes de construccions de l'Imperi Romà prop de la ciutat.
A l'arribada de l'Orde Sobirà i Militar de Malta a Malta, un conreat jardí particular va ser un dels pocs llocs observats. Es va localitzar una font vital per al Gran Port. Es creu que una foneria de l'Ordre podria haver estat localitzada a Marsa. Durant el Gran Setge de Malta de 1565, Marsa va ser utilitzada com a campament per les tropes de l'Imperi Otomà. Després de la seva derrota, Marsa es va convertir en una baronia que conté una sèrie de vinyes. A Marsa es va localitzar un pont notable que facilitava la carretera de Birgu a la zona de Valletta i viceversa.

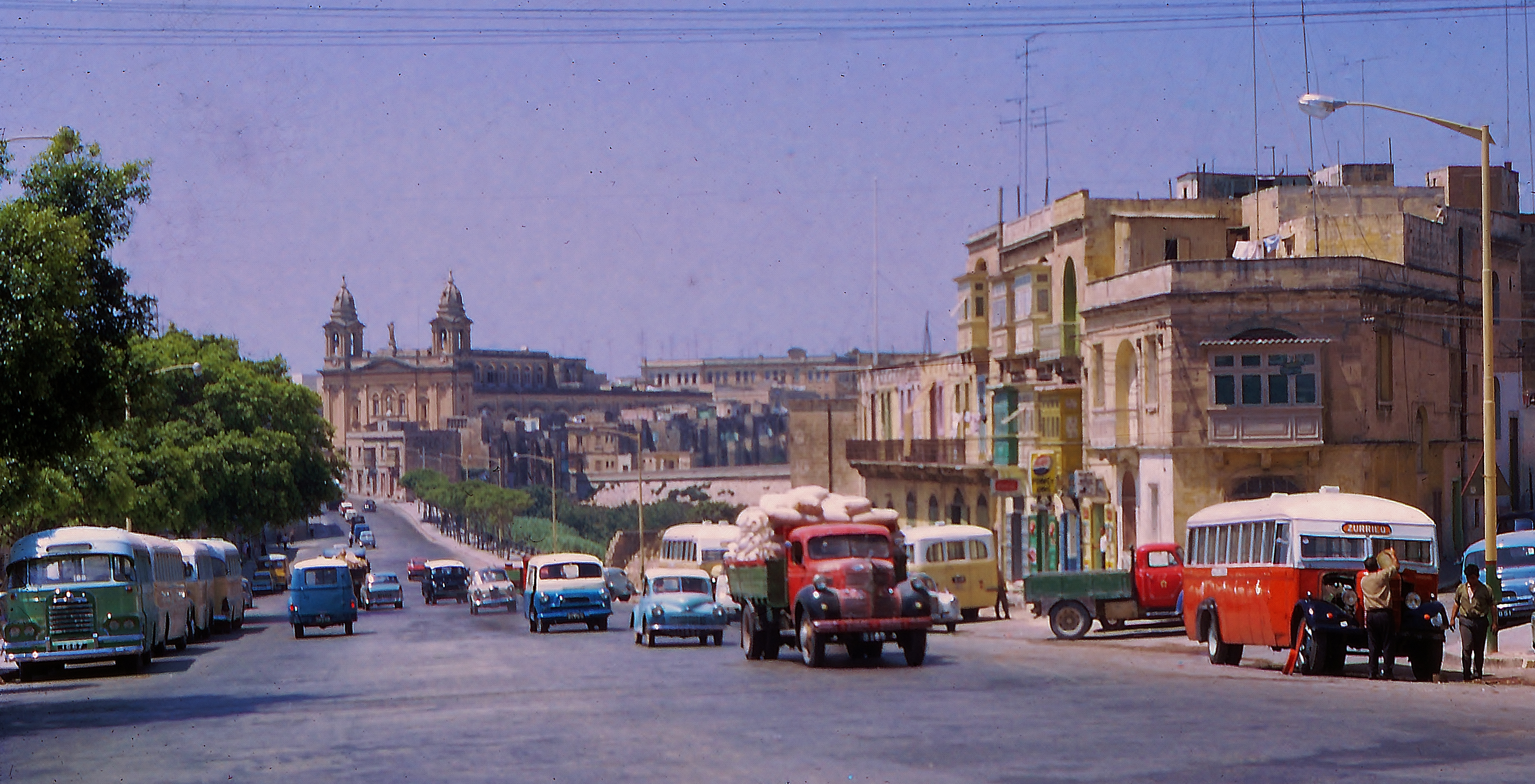
Marsa el 1967

Al segle XVII un museu històric, el Museo di San Giacomo, es trobava a Marsa. Això es va crear quan Giovanni Francesco Abela va convertir la seva casa en un museu i va ser el primer d'aquest tipus a Malta. Molts dels seus artefactes es troben ara al Museu Nacional d'Arqueologia a la capital de Malta Valletta.
Durant el bloqueig francès de 1798-1800, els insurgents malteses van construir la Bateria de Marsa i la Bateria del turó dels jesuïtes a Marsa per encerclar els francesos al Gran Port. Ambdues bateries van ser enderrocades després del final del bloqueig.
Al començament de la Colònia Britànica de Malta, els pantans de Marsa eren una font de malària que havia despoblat Paola i es va sentir fins a Floriana. El drenatge dels pantans de la riera Corradino va ser un dels primers objectius de l'administració colonial, realitzat en part pel capità Frederick Hunn i en part per l'empresari local Francesco Zammit, a qui el govern colonial va donar títol de propietat sobre totes les terres reclamades. A finals de la dècada de 1830, Zammit s'havia convertit així en l'home més ric de Malta.
Un nou port es va construir a la dècada de 1860 sota el domini de l'Imperi Britànic. Es pretenia construir una ciutat al lloc amb el nom d'Albert Town, el nom de príncep Albert. El 1890 la ciutat tenia una població de més de 600 persones, però més tard va ser abandonada. Una nova ciutat al lloc va sorgir al segle xx, prenent el nom de Marsa després de la riera.
El juliol de 2009 es va anunciar un pla per regenerar la zona del port. Es pretén convertir el lloc en una àrea recreativa i es preveu incloure la construcció d'un port esportiu amb espai per a 170 vaixells. Això va ser no avançat.
El govern maltès va qualificar Marsa com la primera "ciutat de la cultura" local per a l'any 2022, amb un programa d'activitats culturals destinades a revitalitzar la imatge de la localitat.

## Instal·lacions

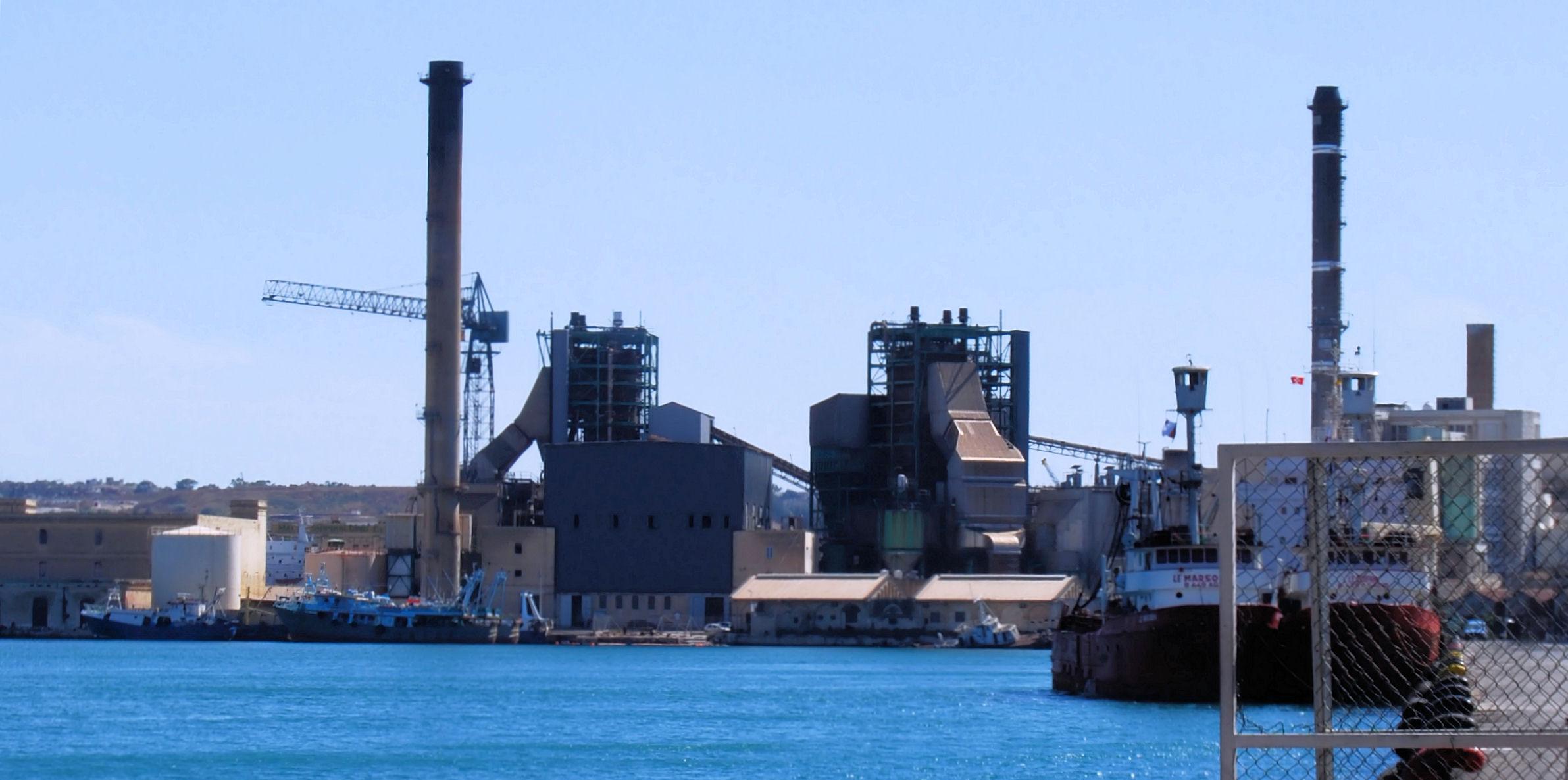
Marsa Power Station el 2009

Marsa és la llar de les drassanes de Malta. El novembre de 2014, la Malta Shipbuilding a Marsa també va ser la seu de la 12a edició anual del Concurs de la Cançó d'Eurovisió juvenil i del Festival de la Cançó d'Eurovisió de Malta 2015.
Des de 1953, la central elèctrica de Marsa alimentada amb petroli va proporcionar la major part de l'electricitat a les illes malteses, . fins que va començar a ser enderrocat el 2014. Es construirà un nou centre de distribució nord de Marsa en lloc de l'antiga central elèctrica, per tal de reforçar la xarxa elèctrica de l'illa.
La pista de curses de Marsa, una pista de curses de cavalls d'un quilòmetre de llarg, es va construir l'any 1868 i continua en ús.
L'administració postal de Malta MaltaPost té la seva oficina central a Qormi Road, Marsa. L'Oficina General de Correus, la Sala Central de Correu i l'Oficina Filatèlica estan ubicades en aquest complex des de 1997.
Entre el 2006 i el 2022, l'antiga escola de comerç de Marsa es va utilitzar com a centre obert per acollir migrants i sol·licitants d'asil.